# Long Now Foundation

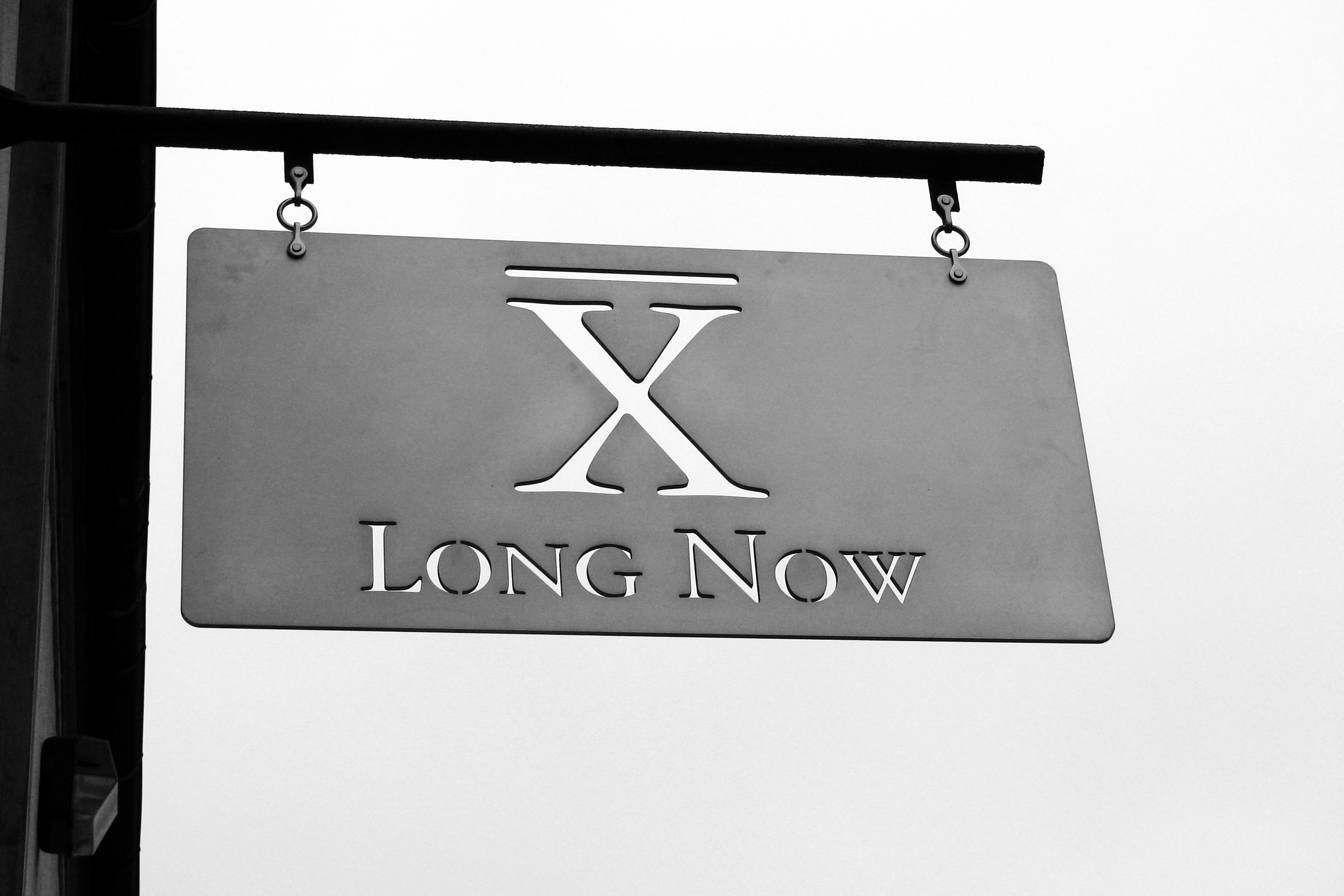
Insegna della fondazione a San Francisco

La Long Now Foundation, che in italiano si può tradurre come Fondazione del Lungo Presente, è stata fondata nel 1996 ed è un'organizzazione privata che vuole essere il seme di un'istituzione culturale a lunghissimo termine. Intende confrontarsi con l'odierna mentalità “più veloce/meno costoso” e di promuovere il pensiero “più lento/migliore”. La Long Now Foundation vuole promuovere creativamente la responsabilità nel quadro dei prossimi 10.000 anni. Per sottolineare questo orizzonte, il gruppo scrive gli anni utilizzando cinque cifre invece di quattro: 02025 invece di 2025.

## Progetti
La Fondazione ha in corso diversi progetti, incluso l'orologio dei diecimila anni conosciuto come Orologio del Lungo Presente o Orologio Long Now, il Rosetta Project, il Long Bets Project, i software open source Longviewer/Timeline Tool (noto anche come Longviewer) ed il Long Server.
L'idea dell'Orologio del Lungo Presente è quello di costruire una macchina che funzioni con un minimo intervento umano per dieci millenni. Deve essere costruito con materiali resistenti, deve essere facile da riparare ed essere costruito con materiali a basso costo, per evitare che l'orologio venga rubato o smembrato. Dovrebbe essere alimentato da una o più fonti rinnovabili ed impossibili da rubare. Un possibile prototipo dell'orologio finale è stato attivato con successo il 31 dicembre 1999 ed è oggi in mostra al Science Museum di Londra. La Fondazione spera di costruire l'orologio definitivo in una zona vicina ad Ely, in Nevada.
Il Rosetta Project vuole conservare tutti i linguaggi che hanno alta probabilità di estinguersi nel periodo tra il 2000 e il 2100. Tra questi soprattutto le lingue parlate nativamente da migliaia di persone, o meno. Altri linguaggi parlati da un numero maggiore di persone sono considerati a rischio a causa della crescita di importanza del linguaggio inglese come lingua standard per il commercio e la cultura internazionale. Alcuni esempi di questi linguaggi saranno impressi su un disco di lega di nichel di due pollici (5.08 centimetri). Una “Versione 1.0” del disco è stata completata nell'autunno 2002.
I Seminari sul pensiero a lungo termine (Seminars About Long Term Thinking) sono una serie di letture mensili tenute a San Francisco, California, realizzati dalla Fondazione. L'intento è “attirare l'attenzione della civiltà e rendere il pensiero a lungo termine automatico e comune. Gli argomenti hanno incluso la preservazione delle risorse naturali, l'aumento dell'aspettativa di vita, la possibilità della caduta di asteroidi sulla terra, il SETI (progetto pionieristico di studio delle forme di intelligenza extraterrestri) e la natura del tempo.

## Membri
Sono membri della Long Now Foundation Danny Hillis (inventore della Connection Machine), Stewart Brand, Brian Eno, Esther Dyson, Doug Carlston, Chris Anderson, Mitchell Kapor, Kevin Kelly, Roger Kennedy, Kim Polese, David Rumsey, Paul Saffo, Peter Schwartz.